# Alas-Chiricanas-Flug 901
Der Alas-Chiricanas Flug 901 war ein inländischer panamaischer Regionalflug von Colón nach Panama-Stadt, auf dem in der Nacht des 19. Juli 1994 eine Maschine vom Typ Embraer EMB 110 Bandeirante unmittelbar nach dem Start explodierte. Alle 21 Personen an Bord, darunter 12 Juden, kamen bei dem Unfall ums Leben. Sowohl panamaische als auch US-amerikanische Behörden betrachten das Ereignis als ungelösten Kriminalfall und Terrorakt.
Mit 21 Toten handelte es sich um den bis dahin schwersten Flugunfall einer Embraer EMB 110, bis es 2009 zum Absturz einer völlig überfüllten Maschine im Amazonasgebiet kam.

## Maschine
Das betroffene Flugzeug war eine 1981 gebaute Embraer EMB-110P1 Bandeirante mit der Werknummer 110375. Die Maschine trug das Luftfahrzeugkennzeichen HP-1202AC. Das zweimotorige Regionalverkehrsflugzeug war mit 2 Turboproptriebwerken des Typs Pratt & Whitney Canada PT6A-34 ausgestattet und für 21 Personen zugelassen. Bei den Alas Chiricanas war die Maschine seit dem 5. Dezember 1991 in Betrieb.

## Unfallhergang
Der Vorfall ereignete sich in der Nacht. Für den Regionalflug von Colón nach Panama-Stadt hatten 18 Passagiere in der Maschine Platz genommen, darunter 12 jüdische Geschäftsleute. Die Besatzung bestand aus einem Kapitän, einem Ersten Offizier und einem Flugbegleiter. Kurz nach dem Start vom Flughafen Colón explodierte die Maschine in der Luft. Die Trümmer der Embraer gingen im Santa-Rita-Gebirge bei Colón nieder. Panamaische Ermittler konnten kurz nach Aufnahme ihrer Ermittlungen eine Sprengstoffexplosion als Unfallursache bestimmen. Es wurde angenommen, dass die Bombe von einem Selbstmordattentäter an Bord gebracht worden war.

## Urheber
Als Täter wird ein Mann mit dem Namen Ali Hawa Jamal vermutet. Er war das einzige Opfer, dessen Verwandte sich nicht meldeten, um seinen Körper für eine Bestattung freigeben zu lassen. Die Beamten vermuteten, dass der Vorfall ein antisemitischer Terrorakt der Hisbollah gewesen war, da er sich nur einen Tag nach dem Bombenanschlag auf das AMIA-Gebäude in Buenos Aires ereignet hatte. Sie gingen davon aus, dass der Täter mit der Tat seine Unterstützung für „Ansar Allah“, einen südamerikanischen Ableger der Hisbollah, zum Ausdruck bringen wollte. Im Jahr 2018 äußerte Juan Carlos Varela, der Präsident von Panama, dass jüngste Beweismittel und Geheimdienstberichte „klar darauf hinweisen, dass es ein Terroranschlag gewesen war“. Varela äußerte, dass er örtliche und internationale Behörden anweisen wolle, die Ermittlungen wiederaufzunehmen. Am 30. Oktober 2024 verkündete das US-Außenministerium, dass der Director of National Intelligence festgestellt habe, dass die Hisbollah verantwortlich für die Explosion sei und schrieben 5 Millionen US-Dollar für Hinweise aus.